# 隠岐の島町公営バス
隠岐の島町公営バス（おきのしまちょうこうえいバス）は、島根県隠岐郡隠岐の島町にて運行しているコミュニティバスである。

## 概要
- 元々合併前の都万村により都万村営バス（つまそんえいバス）を、それ以外の自治体にてスクールバスの住民利用によるバスを運行していたが、隠岐の島町への合併によりそれらを統合したものである。
- 公営バスの路線のうち、元から路線バスとして運行してきた旧都万村内の路線を「町バス事業」、それ以外の隠岐の島町が運行するスクールバスを通学に支障が生じない範囲内で一般住民の利用に供する路線を「スクールバス混乗事業」として事業形態を区別している。
- 料金は各路線で100円～300円とまちまちで、中学生や小人の扱いもまちまちだが、路線内で均一であることは共通している。
  - 回数券（11枚綴りと23枚綴りがある）や、定期券（通勤、通学があり、いずれも1・3ヵ月用がある）もある。
- 運行形態は、道路運送法の規定に基づく自家用自動車（白ナンバー車）による有償運送である。

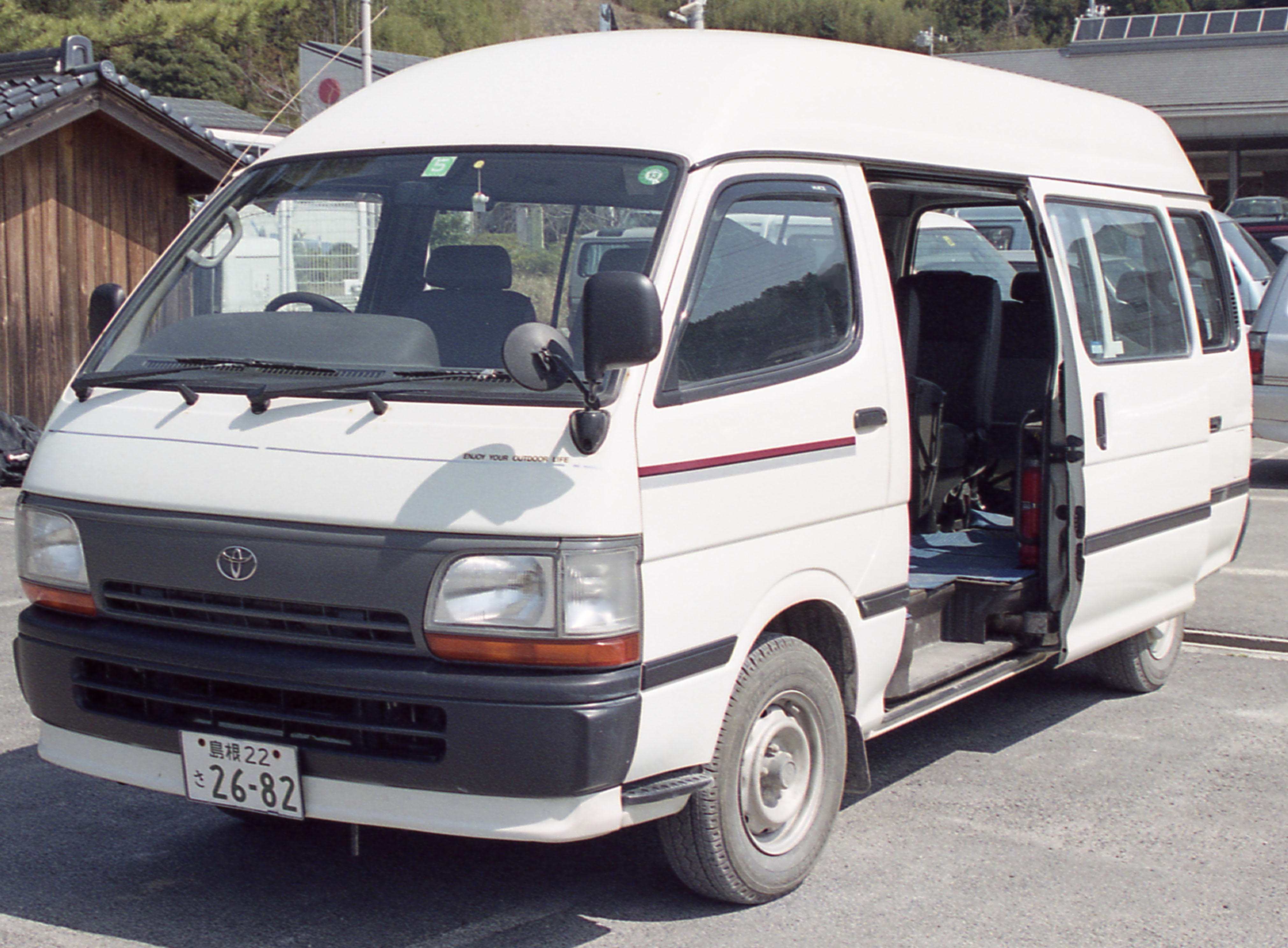
都万村営バス当時の車両（2001年、蔵田線）

## 路線

### 町バス事業路線
蔵田線
- 役場 - 向山 - 大津久 - 浜那久 - 蔵田
  - 1月1日～1月3日の間は運休。

蛸木線
- 診療所 - 釜屋 - あいらんど - 蛸木
  - 火曜・金曜のみの運行（祝祭日及び12月29日～1月3日は運休）。

津戸線
- 診療所 - 釜屋 - あいらんど - 津戸
  - 月曜・木曜のみの運行（祝祭日及び12月29日～1月3日は運休）。

歌木線
- 診療所 - 釜屋 - 歌木
  - 水曜のみの運行（祝祭日及び12月29日～1月3日は運休）。

都万循環線
津戸・蛸木線

### スクールバス混乗事業路線
岬線
布施線
久見線
代線
福浦線